# 肖尼敦 (伊利諾伊州)
肖尼敦（英語：Shawneetown）是一個位於美國伊利諾伊州加拉廷縣的城市。根據2010年美國人口普查，該地人口為1239人，而該地的面積約為1.78平方千米。同時該地也是加拉廷縣的縣治。

## 地理
肖尼敦的座標為37°42′53″N 88°11′00″W / 37.71472°N 88.18333°W，而該地的平均海拔高度為122米（即400英尺）。